# Gălești (Mureș)
Gălești é uma comuna romena localizada no distrito de Mureș, na região histórica da Transilvânia. A comuna possui uma área de 57.80 km² e sua população era de 2871 habitantes segundo o censo de 2007.